# Língua lunda
A língua lunda também conhecida em inglês por chilunda, é uma língua bantu da família das línguas nígero-congolesas falada em Angola, Zâmbia e na República Democrática do Congo. A língua lunda é falada e entendida por aproximadamente 2.6% dos zambianos (estimativa de 1986), e é usada predominantemente no norte deste país. Também é conhecida por Chilunda e Ruund. Obteve seu nome da região do leste de Angola onde houve no passado o Reino de Lunda, onde hoje se destacam Lunda Sul e Lunda Norte.